# Escut de Cabanes (Plana Alta)
L'escut oficial de Cabanes és un símbol representatiu de Cabanes, municipi del País Valencià, a la comarca de la Plana Alta. Té el següent blasonament:
| « | Escut quadrilong de punta redona. En camp de gules, tres torres d'or, major la del centre, maçonades i aclarides de sable, terrassades del seu color, envoltades per la part inferior de dues branques de llorer de sinople. Per timbre, una corona reial oberta. | » |

## Història
Resolució del 26 d'octubre de 2000, del conseller de Justícia i Administracions Públiques. Publicat en el DOGV núm. 3.879, del 16 de novembre de 2000.
Es tracta de l'escut utilitzat tradicionalment per la vila, documentat des del segle xvi, amb les torres que representen els antics castells de Miravet, Albalat i Sufera –tots tres dins el terme– i l'element distintiu de les branques de llorer.